# 와세다 대학 국제교양학부
와세다 대학 국제교양학부(早稲田大学国際教養学部, School of International Liberal Studies, SILS)는 2004년 와세다 대학 국제학술원 산하에 설립된  와세다 대학의 열번째 학부이다. 영어를 중심으로 한 다국어주의를 기반으로, 특정한 국가나 지역 문화에 구애되지 않는 것을 기본 이념으로 삼고 있다.
일본어를 모국어로 하는 프로그램 (Study Plan 1; SP1)과 일본어를 모국어로 하지 않는 프로그램 (Study Plan 2; SP2)으로 나뉜다. 해외 대학에서 국제교양학부로 교환유학을 온 학생들은 특정한 프로그램 (Study Plan 3; SP3)을 따른다. SP1을 따르는 학생들은 해외 유학을 반드시 이수해야 한다.
모든 수업이 영어로 진행되며, 학생과 교수진의 1/3이 해외 출신이다. 2014년 5월 와세다 대학 유학 센터 자료에 따르면 662명의 외국 국적 학생이 정규생으로 재학 중이다. 이는 와세다 대학 학부 중 가장 많은 수이며, 국제교양학부에 재학중인 외국인 전체의 17.27%를 차지한다.

## 위치
설립 당시 현 와세다 대학 아시아 태평양 연구과가 사용하는 19호관을 사용하였으나, 2009년 4월 11호관의 개관과 함께 이전하였다. 현재 국제교양학부는 상학부와 함께 11호관을 사용중이다.

## 교수진
- 시게무라 토시미쓰(重村智計)

## 학비
국제교양학부는 2014년 입학 기준 와세다 대학 내에서 열 한번째로 비싸다. 2014년 입학 기준 1년치 학비는 1,611,000 일본 엔이다.

## 글로벌 파이브
글로벌 파이브는 일본 국내에서 국제화와 영어 교육에 힘쓰는 다섯 대학을 일컫는다. 와세다 대학 국제교양학부는 국제 기독교 대학, 아키타 국제대학 (Akita International University), 리쓰메이칸 아시아 태평양 대학, 조치 대학 국제 교양 학과와 함께 글로벌 파이브이다.